# João Rodrigues (ciclista)
João Pedro Lourenço Rodrigues (Tavira, distrito de Faro, 15 de novembro de 1994) é um antigo ciclista português, profissional desde 2013 cuja última corrida foi disputada ao serviço da W52-FC Porto.
A 4 de outubro de 2022 foi suspenso pela UCI por 7 anos devido a doping.

## Palmarés
2017
- Classificação da montanha Volta a Castela e Leão

2019
- Volta ao Alentejo e uma etapa
- Volta a Portugal 2019 e duas etapas